# School Rangers
School Rangers (tiếng Thái: รถโรงเรียน School Rangers; RTGS: Rot Rong-rian School Rangers, lit.: School Bus: School Rangers) là một chương trình tạp kỹ và game show Thái Lan do Atthaphan Phunsawat (Gun), Harit Cheewagaroon (Sing), Nachat Juntapun (Nicky), Wachirawit Ruangwiwat (Chimon), Korapat Kirdpan (Nanon), Tanutchai Wijitwongthong (Mond), Thitipoom Techaapaikhun (New), Weerayut Chansook (Arrm), Tawan Vihokratana (Tay), Leo Saussay, Jumpol Adulkittiporn (Off) và Nawat Phumphotingam (White) đảm nhận host chính.
Trong mỗi tập (thường chia làm hai phần), BTC sẽ chọn một trường học nhất định ở Thái Lan để các host và các khách mời (là những người nổi tiếng tại Thái Lan) đến thăm. Sau đó, các host và khách mời sẽ tham gia các nhiệm vụ và thử thách khác nhau cùng với những học sinh xuất sắc trong các lĩnh vực khác nhau của trường. Vào cuối mỗi tập, các host và khách mời sẽ chuyển số tiền thu được từ các hoạt động gây quỹ của chương trình cho trường đó. Được sản xuất bởi GMMTV, chương trình được phát sóng ở Thái Lan vào ngày 15 tháng 1 năm 2018 trên GMM 25, là phần tiếp theo của chương trình High School Reunion.

## Host

### Host hiện tại
- Atthaphan Phunsawat (Gun)
- Harit Cheewagaroon (Sing)
- Nachat Juntapun (Nicky)
- Wachirawit Ruangwiwat (Chimon)
- Korapat Kirdpan (Nanon)
- Tanutchai Wijitwongthong (Mond)
- Thitipoom Techaapaikhun (New)
- Weerayut Chansook (Arm)
- Tawan Vihokratana (Tay)
- Leo Saussay
- Jumpol Adulkittiporn (Off)
- Nawat Phumphotingam (White) (Tập 54 – nay)
- Kanaphan Puitrakul (First) (Tập 201 – nay)
- Sahaphap Wongratch (Mix) (Tập 201 – nay)
- Pirapat Watthanasetsiri (Earth) (Tập 201 – nay)

### Host trước đây
- Chatchawit Techarukpong (Victor) (Tập 1–50)